# Synth Rock
Synth Rock, auch als Electronic Rock oder Electro Rock bekannt, verwendet neben den Elementen klassischer Rockschemata vorwiegend Drumcomputer, Sampler und Synthesizer. Zum Ausgang der 1960er Jahre wurde der Synthesizer, in seiner Ursprungsform ein sehr voluminöses und komplexes Musikinstrument, zunehmend beliebter und teilweise transportabel. Auf Grund seiner einzigartigen Klangvielfalt begannen unterschiedliche Progressive-Rock-Bands den Synthesizer zu nutzen. So wurde er zum Standard-Instrument in der Rockmusik.

## Geschichte
Verschiedene Progressive-Rock-Gruppen, wie Yes und Emerson, Lake and Palmer, begannen, den Synthesizer besonders wegen seiner einzigartigen Auswahl an Klängen zu benutzen. Auch deutsche Künstler wie Can, Neu!, Tangerine Dream oder Kraftwerk nutzten den Synthesizer und machten ihn zum Standardinstrument. Ein Zuwachs an Underground-Musikszenen in den 1980ern und die verstärkte Verfügbarkeit und Handhabungsvereinfachung der Synthesizer und anderer elektronischer Musikinstrumente führte zu einem Anstieg an Synth-Rock-Bands. Bis in die 1990er-Jahre erlebte die Kombination aus Elektronischer Musik und Rockmusik gesteigerte Popularität. 
Der Synth Rock der 1990er-Jahre erhielt einen eigenen Stil durch eine Mischung des Synthiepops der 1980er Jahre, des Glam- und Hard Rocks. Diese Musik zeichnet sich durch die Benutzung von Gitarrensynthesizern aus. Auch Image-bezogen tendiert dieser als eigenes Genre benannte „Synth Rock“ stark zu Übernahmen aus dem New-Wave-, Glam- und Industrial-Rock-Umfeld. Viele Synth-Rocker sind bekannt dafür, dass sie sehr viel glamouröses Makeup tragen, egal welchen Geschlechts sie sind (beispielsweise Orgy). Eine häufige Zusammenstellung für eine Synth-Rock-Band besteht aus einem Sänger, einem Schlagzeuger (der meistens ein Elektronik-Kit benutzt), einem Bassisten (möglicherweise unterstützt durch einen Bassgitarrensynthesizer), einem Gitarristen, einem Midi-Gitarristen (der einen Gitarrensynthesizer benutzt, zum Beispiel den Roland G-Synth oder den Starr Labs Z-Tar) und einem Keyboarder.

## Bekannte Interpreten
Klassische Synth-Rock-Bands
- A Flock of Seagulls
- Cabaret Voltaire
- Depeche Mode
- Devo
- Duran Duran
- Gary Numan
- New Order
- Soft Cell

Moderne Synth-Rock-Bands
- Apoptygma Berzerk
- The Birthday Massacre
- Celldweller
- The Crüxshadows
- Deadsy
- Dope Stars Inc.
- Iris
- I:Scintilla
- Jesus on Extasy
- Julien-K
- Jupiter One
- Minusheart
- Orgy
- Pendulum
- Project Pitchfork
- Starset
- Terminal Choice
- Zeromancer